# Boden (Stadt in Schweden)
Boden ['bu:dən] (samisch Suttes, finnisch Puuti, Putas) ist eine Stadt in der schwedischen Provinz Norrbottens län und der historischen Provinz Norrbotten. Der Hauptort der gleichnamigen Gemeinde liegt etwa 35 Kilometer nordwestlich von Luleå am Lule älv.

## Geographie

Medborgarplatsen in Boden

### Geographische Lage
Die Stadt Boden liegt etwa 82 Kilometer südlich des arktischen Polarkreises am linken Ufer des Lule älv, rund 44 Flusskilometer oberhalb dessen Mündung in den Bottnischen Meerbusen der Ostsee.

### Klima
Das Klima in Boden ist kalt-gemäßigt mit kalten Wintern und kühlen Sommern. Die Jahresdurchschnittstemperatur beträgt 2,8 °C, dabei liegen die mittleren Monatstemperaturen bei −10 °C im Januar und bei 17 °C im Juli. Die Jahresniederschlagssumme beträgt 647 mm. Alle zwölf Monate sind humid. Die Klimaklassifikation nach Köppen und Geiger lautet Dfc.
|                        | Jan   | Feb   | Mär  | Apr  | Mai  | Jun  | Jul  | Aug  | Sep  | Okt | Nov  | Dez  |   |      |
| Mittl. Temperatur (°C) | −9,5  | −8,9  | −4,6 | 1,1  | 7,8  | 13,3 | 16,7 | 14,7 | 9,7  | 2,6 | −2,7 | −6,8 | ⌀ | 2,8  |
| Mittl. Tagesmax. (°C)  | −6,9  | −6,4  | −1,4 | 4,9  | 11,9 | 16,8 | 20,0 | 17,9 | 12,8 | 4,8 | −0,8 | −4,2 | ⌀ | 5,8  |
| Mittl. Tagesmin. (°C)  | −12,2 | −11,5 | −7,7 | −2,9 | 3,1  | 9,2  | 12,8 | 11,3 | 6,9  | 0,5 | −4,9 | −9,7 | ⌀ | −0,4 |
|                        |       |       |      |      |      |      |      |      |      |     |      |      |   |      |
| Niederschlag (mm)      | 51    | 38    | 37   | 35   | 46   | 67   | 77   | 73   | 60   | 51  | 57   | 55   | Σ | 647  |
|                        |       |       |      |      |      |      |      |      |      |     |      |      |   |      |
| Regentage (d)          | 8     | 7     | 6    | 5    | 7    | 8    | 9    | 9    | 7    | 7   | 8    | 8    | Σ | 89   |
|                        |       |       |      |      |      |      |      |      |      |     |      |      |   |      |
| Luftfeuchtigkeit (%)   | 87    | 85    | 80   | 74   | 64   | 63   | 69   | 74   | 79   | 86  | 89   | 85   | ⌀ | 77,9 |

| −12,2 |

| −11,5 |

| −7,7 |

| −2,9 |

| 3,1 |

| 9,2 |

| 12,8 |

| 11,3 |

| 6,9 |

| 0,5 |

| −4,9 |

| −9,7 |

| −12,2 |

| −11,5 |

| −7,7 |

| −2,9 |

| 3,1 |

| 9,2 |

| 12,8 |

| 11,3 |

| 6,9 |

| 0,5 |

| −4,9 |

| −9,7 |

## Geschichte
Boden war ursprünglich ein kleines Bauerndorf, das mit der Fertigstellung einer Kirche 1831 zu einem Kirchendorf wurde. Die Entwicklung der Siedlung setzte mit dem Bau der Eisenbahn ein. 1888 wurde die Eisenbahn Gällivare-Luleå eingeweiht, die an Boden vorbeiführte. 1894 erreichte die nordländische Eisenbahnhauptlinie von Stockholm Boden. Mit der Fertigstellung der Erzbahn nach Narvik wurde Boden zu einem wichtigen Verkehrsknotenpunkt.
Die guten Verkehrsverbindungen und die günstige geographische Lage führten dazu, dass der schwedische Reichstag im Jahr 1900 beschloss, rund um Boden eine große Festung zu bauen. Innerhalb zweier Jahrzehnte verdoppelte sich die Bevölkerung der Stadt von 2.500 im Jahr 1900 auf 6.000 im Jahr 1918. 1919 bekam Boden die Stadtrechte.
In den folgenden Jahrzehnten wurden mehrere Regimenter in Boden stationiert und die Stadt wurde zu einem wichtigen militärischen Ausbildungszentrum. Wegen seiner bedeutenden strategischen Lage wurde Boden auch als „Gibraltar des Nordens“ bezeichnet.
Das schwedische Unternehmen H2 Green Steel plant in Boden die weltweit erste Anlage zur Massenproduktion von emissionsfreiem Stahl. Es soll eine komplette Produktionsanlage inklusive Wasserstoffproduktion (800 Megawatt Elektrolyseur) entstehen, mit einem Produktionsvolumen von jährlich 2,5 Millionen Tonnen Stahl ab 2026, ab 2030 fünf Millionen Tonnen.

## Sport
Boden hat einen Fußballverein, Bodens BK, der in der Division 1 Norra (3. Liga, Nordstaffel) spielt.
Des Weiteren besitzt Boden eine Trabrennbahn.

## Persönlichkeiten
- Tommy Eliasson (* 1980), Freestyle-Skier
- Peter Englund (* 1957), Schriftsteller und Historiker (Mitglied auf Platz 10 der Schwedischen Akademie)
- Karin Hammar (* 1974), Jazzmusikerin
- Mimmi Hammar (* 1968), Jazzmusikerin
- Tommy Johansson (* 1987), Metalmusiker und -sänger
- Eyvind Johnson (1900–1976), Schriftsteller (Nobelpreis für Literatur 1974), in der Stadt Svartbjörnsbyn
- Johanna Larsson (* 1988), Tennisspielerin
- Göran Lindblad (1940–2022), Physiker
- Elias Lindholm (* 1994), Eishockeyspieler
- Seth Olofsson (1915–1970), Militärpatrouillenläufer
- Jenny Rogneby (* 1974), Schriftstellerin
- Morgan Samuelsson (1968–2023), Eishockeyspieler und -trainer
- Sven Silén (1908–1983), lutherischer Theologe
- Oskar Sundqvist (* 1994), Eishockeyspieler
- Gunnar Svensson (1920–1995), Jazzmusiker, Komiker und Filmkomponist
- Niclas Wallin (* 1975), Eishockeyspieler